# Adela Sequeyro
Adela Sequeyro Haro (Veracruz, Veracruz, México, 11 de marzo de 1901 - Ciudad de México, México, 24 de diciembre de 1992) fue una periodista, actriz, realizadora cinematográfica y guionista mexicana. Pionera del cine mexicano, fue la primera mujer en dirigir, producir y editar una película sonora en ese país.

## Biografía
Sequeyro nació el 11 de marzo de 1901 en el puerto de Veracruz, México, como parte de una familia de ideas liberales y con buenas condiciones económicas, encabezada por Federico Sequeyro-Arrola y Virginia Haro y Gutiérrez-Zamora. Financieramente debilitada por la Revolución mexicana, la familia tuvo que mudarse a Cuautitlán. Sequeyro asistió una escuela de habla inglesa y francesa de la Ciudad de México antes de iniciar una carrera en periodismo.

## Carrera
Inició su carrera de periodismo en 1923, escribiendo sobre cine para el periódico El Demócrata. Empezó a actuar el mismo año (1923)  bajo el nombre artístico de Perlita en las cintas silentes El hijo de la loca (José S. Ortiz,1923), Atavismo (Gustavo Sáenz de Sicilia,1924), No matarás ( José S. Ortiz,1924), Los compañeros del silencio (Basilio Zubiaur,1925), Un drama en la aristocracia (Gustavo Sáenz de Sicilia,1926), La que ya no pudo amar (Jesús Cárdenas,1927) y El sendero gris (Jesús Cárdenas, Juan Orol ,1927). Ella participó en su primer cortometraje sonoro El inocente (Charles Amador,1929) estrenado en 1930 y en la cinta Terrible pesadilla (Charles Amador,1930) estrenada en 1931. Interpretó un papel importante en la película de Fernando de Fuentes, El prisionero trece(1933) . Conforme crecía su pasión por el cine, Sequeyro se interesó en la realización cinematográfica, pero por ser mujer, no podía afiliarse al sindicato de la industria. En respuesta, fundó la cooperativa productora de películas de nombre Éxito con apoyo del Banco de Crédito Popular, la cual produjo su primera película, Más allá de la muerte, en 1935 y dirigió la película infantil Diablillos de arrabal (1938), estrenada en 1940. En 1937, Sequeyro fundó con su marido Mario Tenorio otra cooperativa, Producciones Carola, la cual produjo su segunda película La mujer de nadie. Dicha película fue la primera dirigida, realizada, actuada y editada por una mujer en México. Fue estrenada el 27 de octubre de 1937 en el cine Balmori.
En 1938, a pesar de dificultades financieras, escribió y dirigió Diablillos del arrabal. La película fue un fracaso de taquilla, e incapaz de pagar a sus empleados y sin apoyo del sindicato Sequeyro se vio obligada a vender los derechos sobre esta. Hacia 1943, Sequeyro estaba declarada en bancarrota y retirada de la producción de películas. Volvió al periodismo y trabajó para El Universal Gráfico hasta 1953, año de su jubilación. Durante su carrera de periodismo Sequeyro también trabajó en colaboración con El Universal Ilustrado, El Universal Taurino y Revista de Revistas. Escribió entrevistas, columnas y críticas de cine de toda clase, y a veces firmó bajo el seudónimo de Perlita cuando escribía haciendo reminiscencias del pasado.
Durante su carrera, Sequeyro frecuentó figuras importantes de la escena de cultura nacional de la época, incluyendo al dibujante Ernesto García Cabral, el pintor y director Adolfo Best Maugard y el poeta Arqueles Vela, escritor y fundador del movimiento estridentista.

## Últimos años
Marcela Fernández Violante la entrevistó para su libro de 1986 Mujeres pioneras del cine, publicado en 1987.El CIEC/Universidad de Guadalajara también ayudó a recuperar y restaurar las películas de Sequeyro.En sus últimos años estuvo bajo el cuidado de su única hija Sandra hasta su muerte el 24 de diciembre de 1992. Adela Sequeyro tenía 91 años cuando murió en la Ciudad de México.

## Reconocimiento
El 29 de marzo de 2023, se le dio el nombre "Adela Sequeyro" al Foro 4 de los Estudios Churubusco, en la Ciudad de México. En el evento se develaron otras 7 placas para reconocer a más pioneras del cine mexicano, incluyendo a Mimí Derba, Matilde Landeta y las hermanas Ehlers. En el evento, estuvo presente su bisnieta Tania Mayrén.

## Filmografía
| Año  | Título                      | Dirección                     | Protagonistas                                                       | Notas                                             |
| ---- | --------------------------- | ----------------------------- | ------------------------------------------------------------------- | ------------------------------------------------- |
| 1923 | El hijo de la loca          | José S. Ortiz                 | Ángel E. Álvarez, Napoleón Placeres, Adela Sequeyro                 | Actriz                                            |
| 1923 | Atavismo                    | Gustavo Sáenz de Sicilia      | Ernesto García Cabral, Esther Carmona, Manuel París, Adela Sequeyro | Actriz                                            |
| 1924 | No matarás                  | José S. Ortiz                 | Carlos Almanza, Luis Cots, Luis Díaz de León, Adela Sequeyro        | Actriz                                            |
| 1924 | Un drama en la aristocracia | Gustavo Sáenz de Sicilia      | Ernesto García Cabral, Luis Gómez Rubín, Adela Sequeyro             | Actriz                                            |
| 1925 | Los compañeros del silencio | Basilio Zubiaur               | Adela Sequeyro, Carlos Reyes del Callejo                            | Actriz                                            |
| 1927 | El sendero gris             | Jesús Cárdenas                | Adela Sequeyro, Carlos Reyes del Callejo                            | Actriz                                            |
| 1930 | El inocente                 | Charles Amador                | Adela Sequeyro,Emilio Tuero                                         | Actriz                                            |
| 1931 | Terrible pesadilla          | Charles Amador                | Adela Sequeyro,Emilio Tuero                                         | Actriz                                            |
| 1933 | El prisionero trece         | Fernando de Fuentes           | Alfredo del Diestro, Luis G. Barreiro, Adela Sequeyro               | Actriz                                            |
| 1933 | La sangre manda             | José Bohr, Raphael J. Sevilla | Lon Chaney, Lois Moran, Owen Moore                                  | Actriz (extra)                                    |
| 1934 | Mujeres sin alma            | Ramón Peón                    | Consuelo Moreno, Alberto Martí, Juan Orol                           | Actriz                                            |
| 1935 | Más allá de la muerte       | Ramón Peón                    | Adela Sequeyro, Miguel #Arena, Mario Tenorio, Magda Haller          | Productora, escenario, actriz, codirección        |
| 1937 | La mujer de nadie           | Adela Sequeyro                | Adela Sequeyro, Mario Tenorio, José Eduardo Pérez, Eduardo González | Directora, productora, escenario, edición, actriz |
| 1938 | Diablillos del arrabal      | Adela Sequeyro                | José Emilio Pineda, Enrique Olivar, Alberto Islas,                  | Directora, productora, escenario                  |
| 1944 | Los misterios del hampa     | Juan Orol                     | María Antonieta Pons, Antonio Bravo                                 | Actriz                                            |
| 1949 | La posesión                 | Julio Bracho                  | Jorge Negrete, Miroslava                                            | Actriz                                            |